# Фаселіс

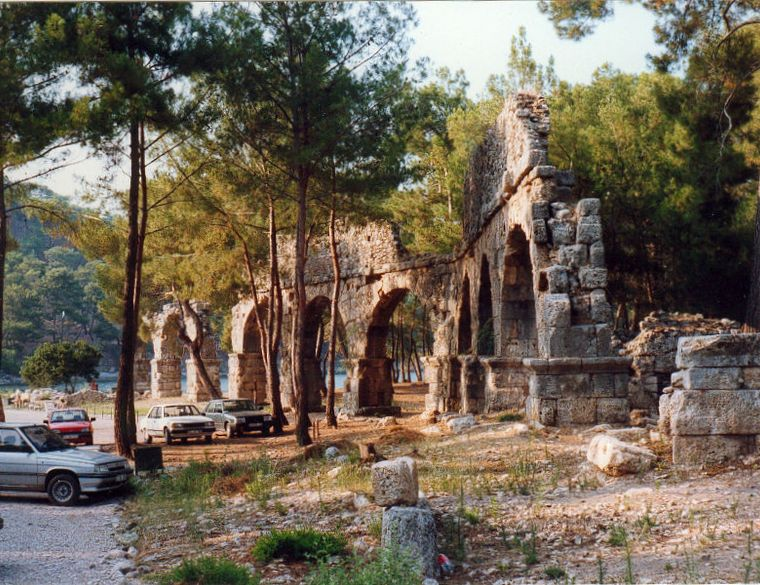
Акведук Фаселісу

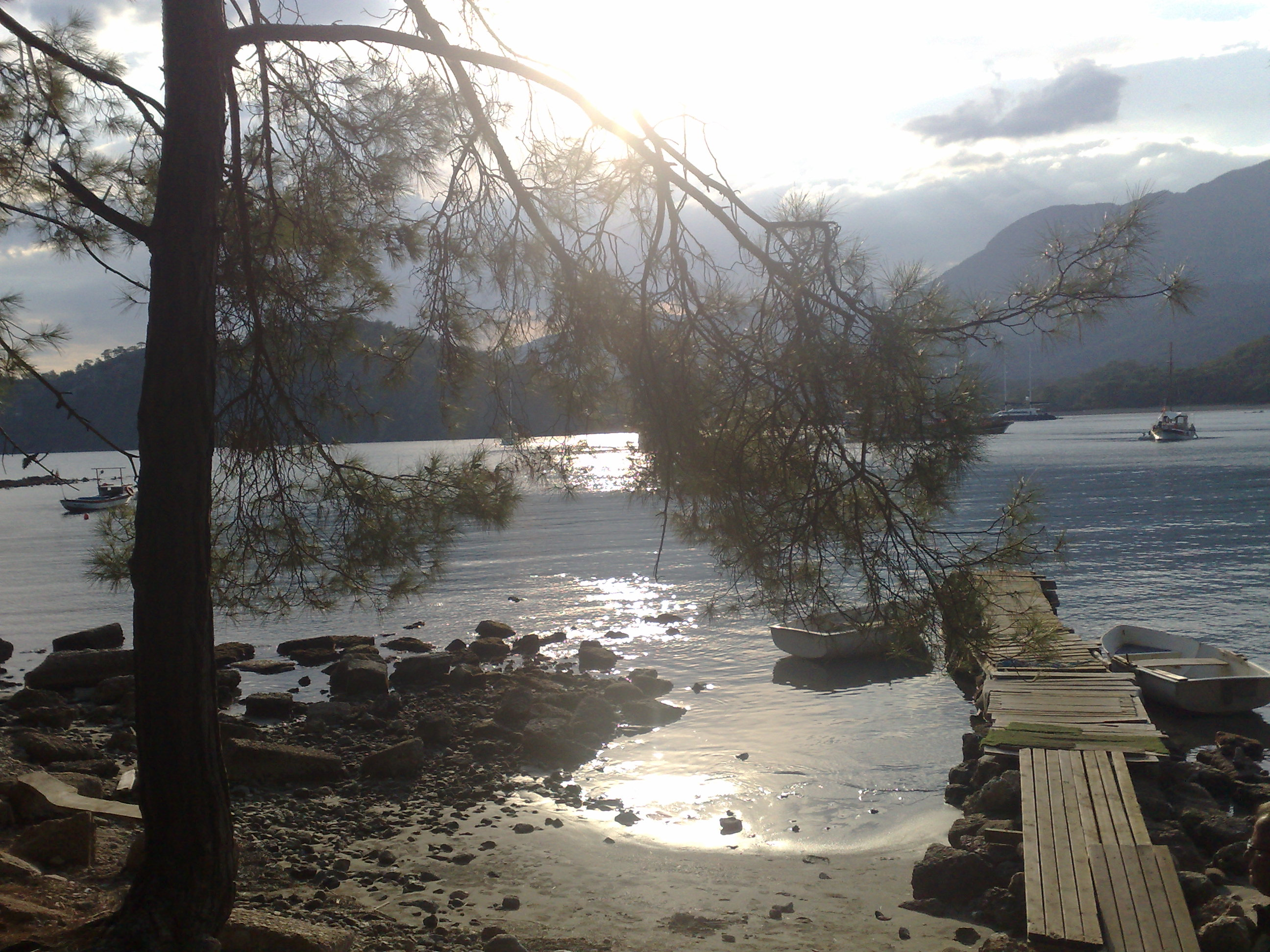
«Південна бухта» Фаселісу

Фаселіс (дав.-гр. Φασηλίς) — давньогрецьке місто-держава (поліс), що знаходилось на межі історичних областей Лікії та Памфілії (зараз — іл Анталья, Республіка Туреччина) з 7 ст. до н. е. по 8—9 ст. н. е. В античні та візантійські часи було відомим як важливий порт і центр транзитної торгівлі. На сьогодні залишки стародавнього міста знаходяться на території національного парку Олімпос приблизно за 16 кілометрів на Захід від м. Кемер та в 57 км від м. Анталья.

## Географічне розташування та господарство

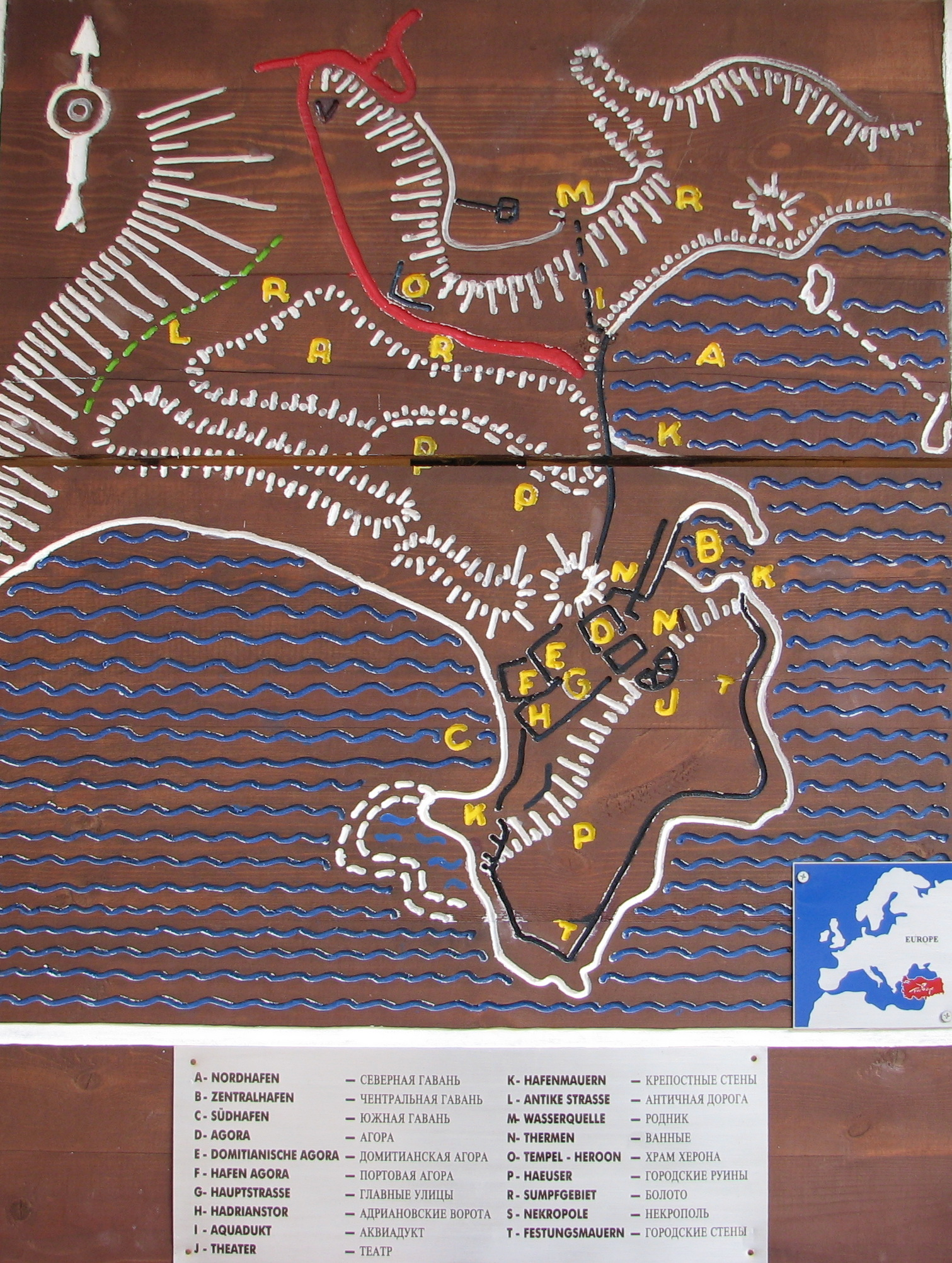
Карта-схема Фаселісу: А — «Північна гавань», В — «Міська гавань», С — «Південна гавань», D — «Квадратна агора», E — «Агора Доміціана», F — «Портова агора», G — головна вулиця, H — «Ворота Адріана», I — Акведук, J — Театр, K, T — Фортечні мури, L — фрагмент античної дороги, М — Джерело, N — Терми, O — Античний храм, P — Руїни інших будівель, R — болото, S — Некрополь

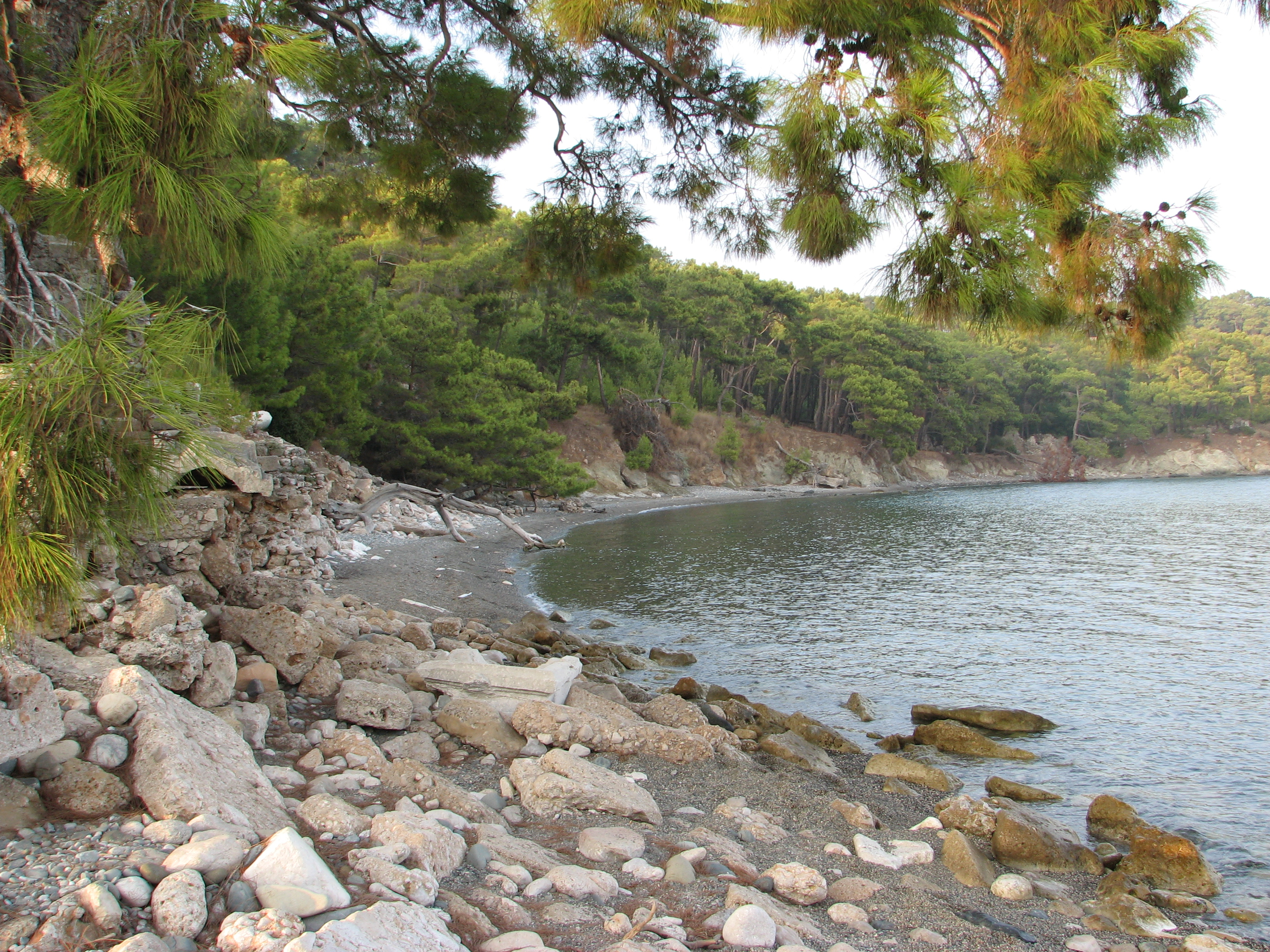
Загальний вигляд «Північної гавані» Фаселісу

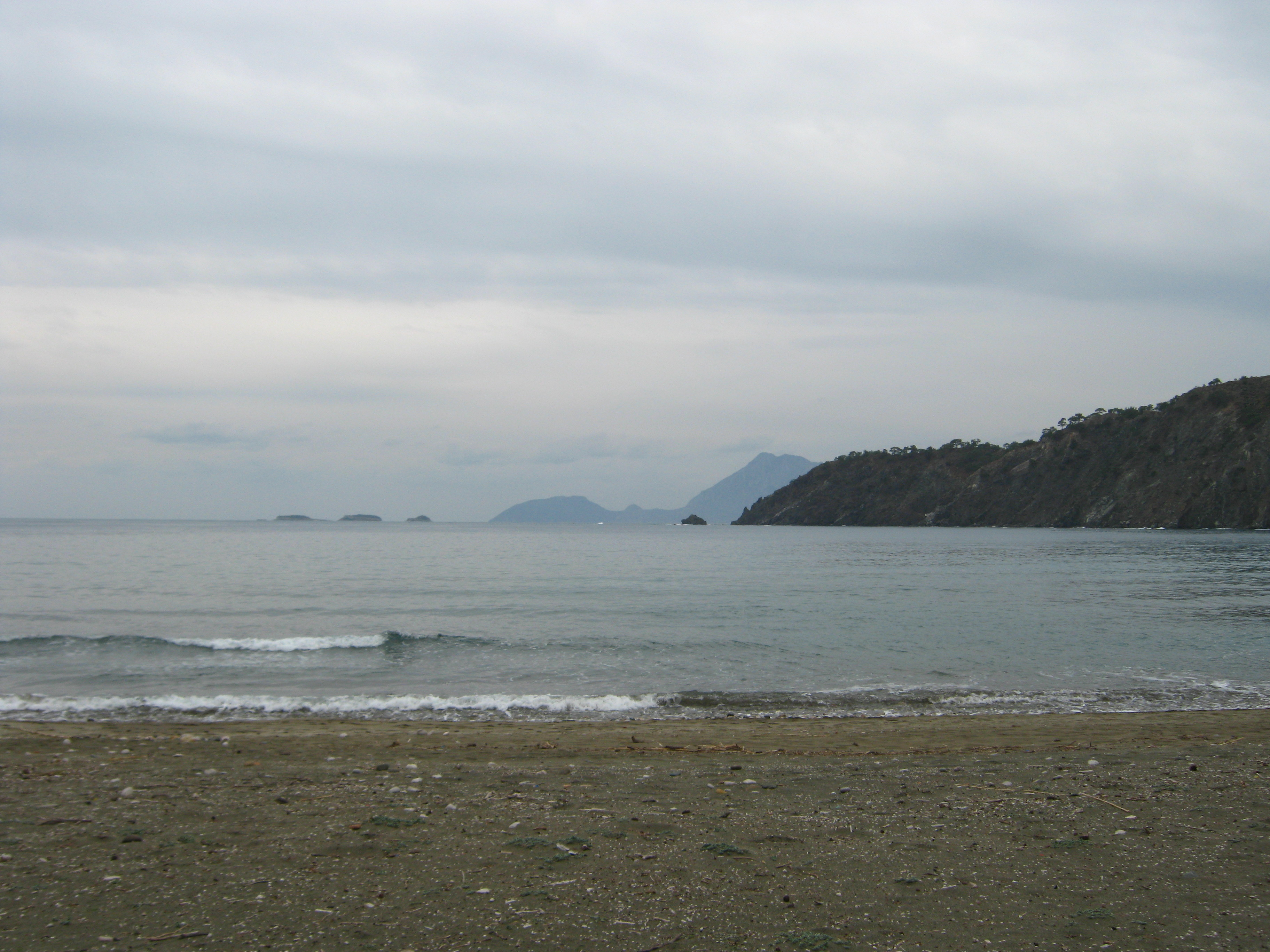
Загальний вигляд «Південної гавані» Фаселісу

Фаселіс був розташований на межі трьох історичних областей: Лікії, Памфілії та Пісідії. З самого початку свого існування місто було портом на найскладнішій з точки зору лоції ділянці морського торговельного шляху, який проходив вздовж південного узбережжя Анатолії. Ця відносно коротка ділянка протяжністю всього близько 100 км мала одну неприємну для античних моряків особливість: гори Тавру тут впритул підходили до морського узбережжя, внаслідок чого саме узбережжя являло собою практично суцільні гранітні скелі з великою кількістю невеликих острівців та мілин. В умовах каботажного плавання ці скельні виступи становили для моряків смертельну небезпеку, особливо під час штормів, що в свою чергу створювало потреби в тихих та надійно захищених гаванях. Майбутнє місто і мало задовольнити цю потребу.
Для розташування порту місцевість навколо майбутнього Фаселісу було обрано надзвичайно вдало. Обираючи місце для майбутнього поселення грецькі колоністи в першу чергу звертали увагу на три речі: наявність зручної гавані, природних укріплень та джерел питної води. Всього цього навколо Фаселісу вистачало. Найдавніша частина міста ( Акрополь) була розташована на скелястому, з досить крутими схилами пагорбі, який знаходився на мисі невеликого півострова, до якого прилягало три зручних бухти. З суходолу до пагорбу прилягало прісноводне озеро, оточене болотяною низовиною, що забезпечувало для колоністів як доступ до прісної води, так і захист від нападів місцевих мешканців. Зазначене озеро згадує в тексті «Географії» Страбон. На сьогодні воно обміліло і практично повністю перетворилося на болото.
Треба зазначити, що з суходолу через складну гірську місцевість Фаселіс був фактично ізольований від інших поселень і сполучався з рештою світу виключно морем.
Географічне розташування фактично визначало характер господарства міста, основною галуззю якого була торгівля.
Навколишня місцевість, яка являла собою химерне сполучення скельних масивів та заболочених низовин не давала можливості займатися сільським господарством, за винятком вівчарства. Хоча Фаселіс мав власну хору (сільськогосподарську округу), але даних про неї в нас практично немає. На сьогодні з історичних джерел відомо лише два сільських поселення, яке належали Фаселісу. Про одне з них, розташоване в горах, яке постійно потерпало від нападів пісідійців, згадує Арріан. Що свідчить про вторинну роль, яку відігравало сільське господарство для розвитку міста.
Головну роль в економіці Фаселісу відігравала торгівля та мореплавство. Досить показовим в цьому контексті є дизайн фаселійських монет, в яких на аверсі карбувався ніс корабля, а на реверсі — корма. Також варто звернути увагу на те, що в епоху розквіту Фаселіса в І-ІІ ст. у відносно невеликому місті нараховувалося аж цілих три агори (торговельних площі) та ціла низка магазинів вздовж головної вулиці міста, що досить чітко вказує на його торговельну спрямованість. Очевидно що саме через Фаселійський порт йшов імпорт товарів для мешканців навколишніх гірських районів.
Імовірно, що важливою галуззю економіки Фаселісу був також експорт деревини, якою були багаті навколишні ліси.

## Історія

### Архаїчний та класичний періоди

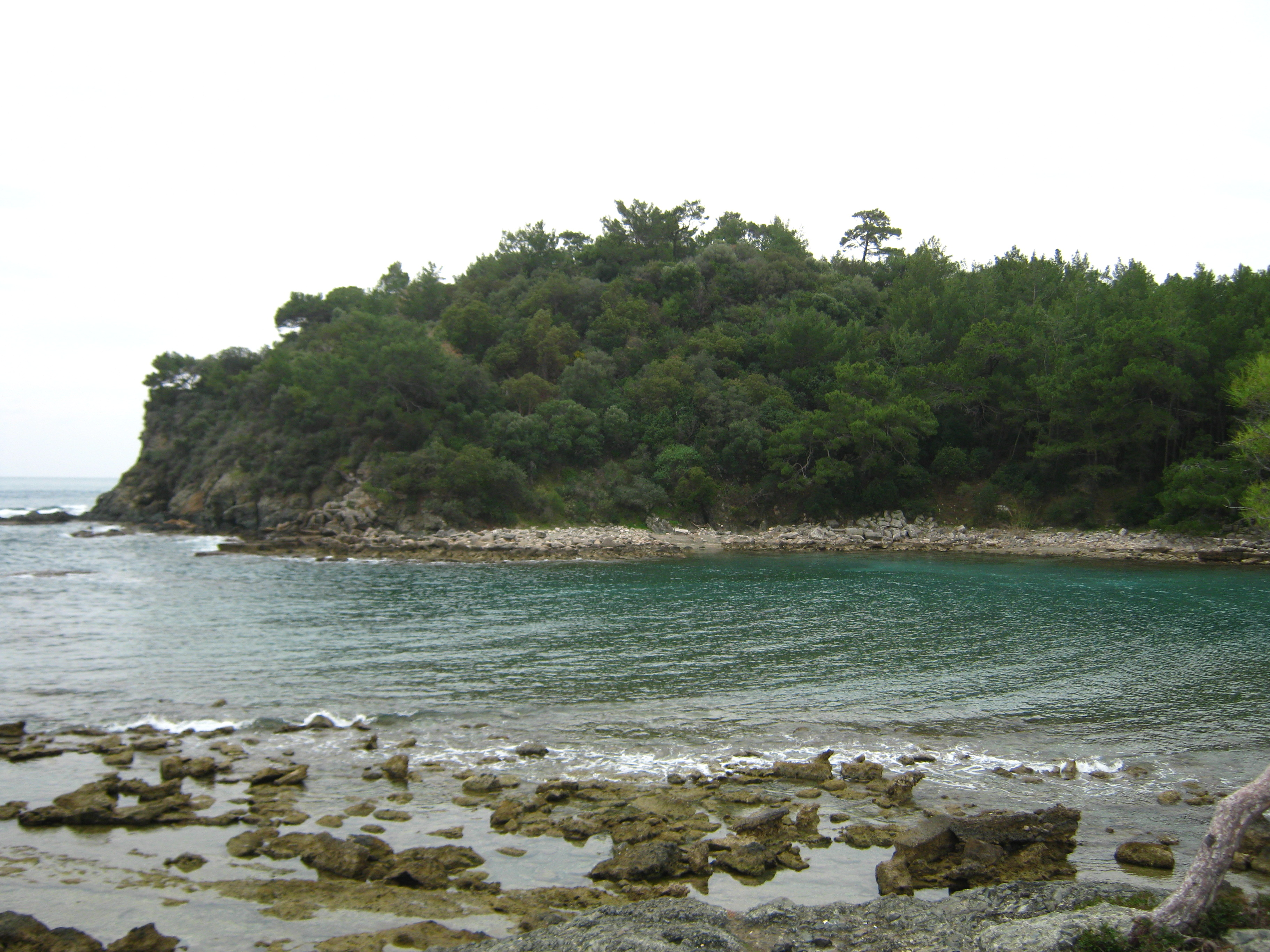
Від на найдавнішу частину Фаселісу: пагорб акрополя та «Міську гавань»

Місто було засновано близько 695 року до н. е. переселенцями з острову Родос на чолі з Лакаиосом. Територія навколо майбутнього міста була імовірно заселена носіями лувійських мов, які згодом були асимільовані греками. Про важливу роль лувійців в становленні міста свідчить той факт, що сама назва Фаселіс імовірно має лувійське коріння (Пассаала) і буквально означає «морське містечко».
Попри важливе значення для транзитної торгівлі Фаселіс, як і більшість памфілійських та лікійських міст перебував на перефирії тогочасної цивілізації, тому про його історію ми знаємо мало. У середині VI ст. до н.е. місто перейшло під контроль Лідійського царства а згодом імперії Ахеменідів.
Під час греко-перських воєн місто було захоплене афінським флотом на чолі з Кімоном (точна дата невідома, але очевидно ця подія мала місце десь у 460-ті рр. до н. е.). Після чого Фаселіс на якийсь час став членом Делоського морського союзу (як член союзу місто згадується в першому відомому нам переліку членів союзу 453 р. до н. е.). За умовами Каллієвого миру Фаселіс остаточно відійшов до сфери впливу Афін. Під час «Пелопоннеської війни», деякий час містом володіла Спарта. Принаймні спартанський гарнізон згадується тут в 411 р. до н. е. Зрештою на межі V-IV ст. до н.е. місто знову починає карбувати власну монету з зображенням носа та корми галери, що свідчить про вихід з-під влади Спарти та Афін. Імовірно десь в цей же час Фаселіс повертається під владу Ахеменідів.

### Доба Еллінізму

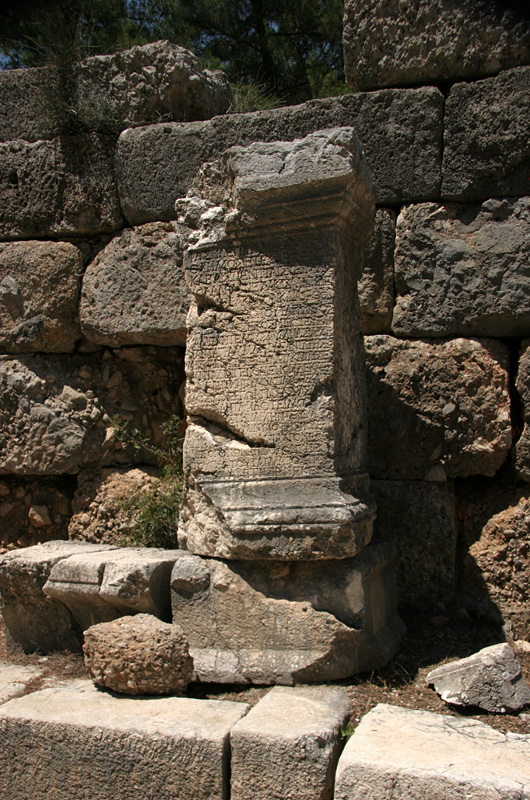
Постамент з грекомовною інскприпцією з Фаселісу

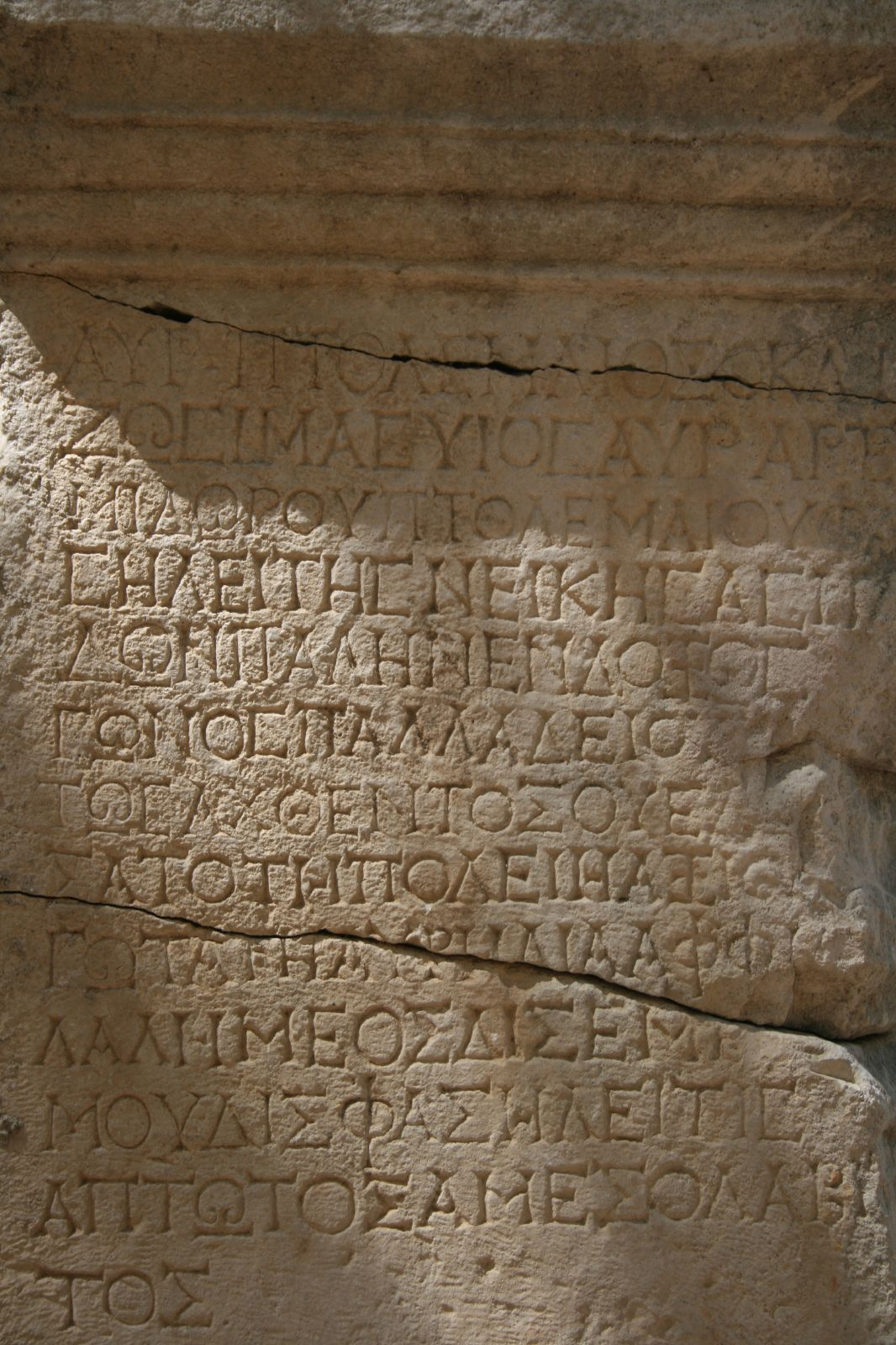
Грекомовна інскрипція з Фаселісу

Навесні 334 р. до н. е. мешканці Фаселісу добровільно передали місто під владу Олександра Македонського: посли фаселійців зустріли війська македонців ще на підступах до міста та, на знак покори, коронували Олександра золотою короною. Македонський цар та його військо декілька днів гостювали в місті. Перебуваючи в місті, під час однієї з вечірок Олександр з товаришами коронував статую філософа Теодекта, підкреслюючи те, що Олександр і Теодект обидва були учнями Арістотеля. На прохання мешканців міста Олександр навіть організував військову виправу проти якогось з пісідійських племен, що постійно організовувало напади на хору Фаселісу. Після недовгого перебування в Фаселісі, Олександр вирушив далі на Схід, підкоряти решту міст Памфілії.
Про ступінь залежності міста від влади македонських сатрапів нам практично нічого не відомо. Однак виходячи з того, що місто продовжувало карбувати власну монету і ніякого гарнізону тут залишено не було, можна припустити, що Фаселіс зберігав автономію в обсягах не менших ніж за доби Ахемменідів.
Після смерті Олександра Македонського в 323 р. до н. е. місто ввійшло до складу великої фригійської сатрапії його діадоха Антігона I Одноокого. Про історію міста за часу правління Антігона нам практично нічого невідомо.
Наприкінці IV ст. до н. е. ситуація в регіоні Південної Анатолії зазнала кардинальних змін. В 309 р. до н. е. єгипетський цар Птолемей І захопив Кіпр та здійснив рейд вздовж памфілійського узбережжя зайнявши Коракесіон (сучасна Аланія) та Фаселіс. Захопивши укріплені форпости в найсхіднішій (Корекесіон) і найзахіднішій (Фаселіс) точках Памфілійського моря (сучасна Анталійська затока) Птолемеї змогли отримати контроль над усім торговельним шляхом вздовж південного узбережжя Анатолії та забезпечити свою військову присутність в Памфілійському регіоні. Пізніше, Фаселіс виступав головною військово-морською базою Птолемеїв в їх конфлікті з сирійськими Селевкідами, які булі представленні в регіоні потужним союзником, містом Сіде. Як довго тривав період прямого контролю Птолемеїв над Фаселісом сказати складно, однак враховуючи той факт, що в середині ІІІ ст.. до н. е. місто повертається до карбування власних монет, можна припустити, що саме в цей час контроль Птолемеїв суттєво послабшав. Проте, навіть на межі ІІІ та ІІ ст. до н. е. Фаселіс залишався союзником Птолемеїв. На початку ІІ століття до н. е. Селевкідам на деякий час вдалося закріпитися в місті, проте, їх влада виявилася нетривалою. Селевкідський цар Антіох ІІІ зазнавши поразки в так званій «Сирійській війні» за умовами Апамейського мирного договору (188 р. до н. е.) змушений був відступити Фаселіс союзнику Риму Родоської держави. Під владою родосців місто перебувало близько 20 років. В 167 році до н. е. Фаселіс ввійшов до складу Лікійської ліги. Проте аналіз монет Фаселісу вказує на те, що місто перебувало у складі ліги недовго. Біля 160 р. до н. е. стандартна монета союзу (так званий «Лікаон») була замінена традиційною для Фаселісу монетою з зображенням корабля. Таким чином з середини II століття до н. е. місто знову стає формально незалежним, проте, імовірно, в цей же час поступово підпадає під сильний вплив Риму.
Після смерті пергамського царя Аттала ІІІ всі його володіння перейшли до римської республіки, що суттєво збільшило і без того значний вплив Риму в регіоні. З територій колишнього Пергамського царства було утворено провінцію Азія. Хоча формально з усіх памфілійських міст до складу нового утворення ввійшла лише Атталея, в цей час розпочався процес втягнення всієї Памфілії в систему римських володінь. Про статус Фаселісу і його стосунки з Римом ми нічого точно не знаємо. Решта памфілійських міст зберігали формальну незалежність маючи статус «друзів Риму», в аналогічному статусі перебували і міста сусідньої Лікії. Імовірно, що аж до середини І ст. до н. е. аналогічний статус мав і Фаселіс.
Іншою проблемою для міста в I ст.. до н. е. стала піратська загроза. Гористе узбережжя Лікії і Кілікії, вздовж яких проходили важливі торговельні шляхи були ідеальними місцями для організації піратських баз. Перші відомості про кілікійських піратів з'являються на межі ІІ і І ст. до н. е. Однак найбільшу активність пірати почали проявляти в середині І ст.. до н. е. Біля 80 р. до н. е. один з ватажків місцевих піратів, Зенекетос, база якого знаходилася біля міста Олімпос, зумів поширити власний контроль і на Фаселіс. Після чого місто відкрило для піратів свої гавані та ринки. В 78 р. до н. е. римський проконсул Кілікії Публій Сервілій розбив сили Зенікетоса захопив Олімпос, Фаселіс та Атталею, які знаходилися під контролем піратів. Виходячи з того, що зазначені міста були позбавлені частини своїх земель, які перейшли у власність народу Риму, можна припустити, що стосунки піратів з частиною полісів Памфілії були очевидно взаємовигідними, принаймні римляни, караючи ці міста за співпрацю з піратами, вважали ці міста не стільки жертвами скільки союзниками останніх. Після захоплення Фаселісу військами Публія Сервілія місто остаточно переходить під владу Риму. В 78 р. до н. е. для Фаселісу розпочався новий, римський період його історії, який триватиме аж до падіння самої Римської імперії.

### Римський і Візантійський періоди

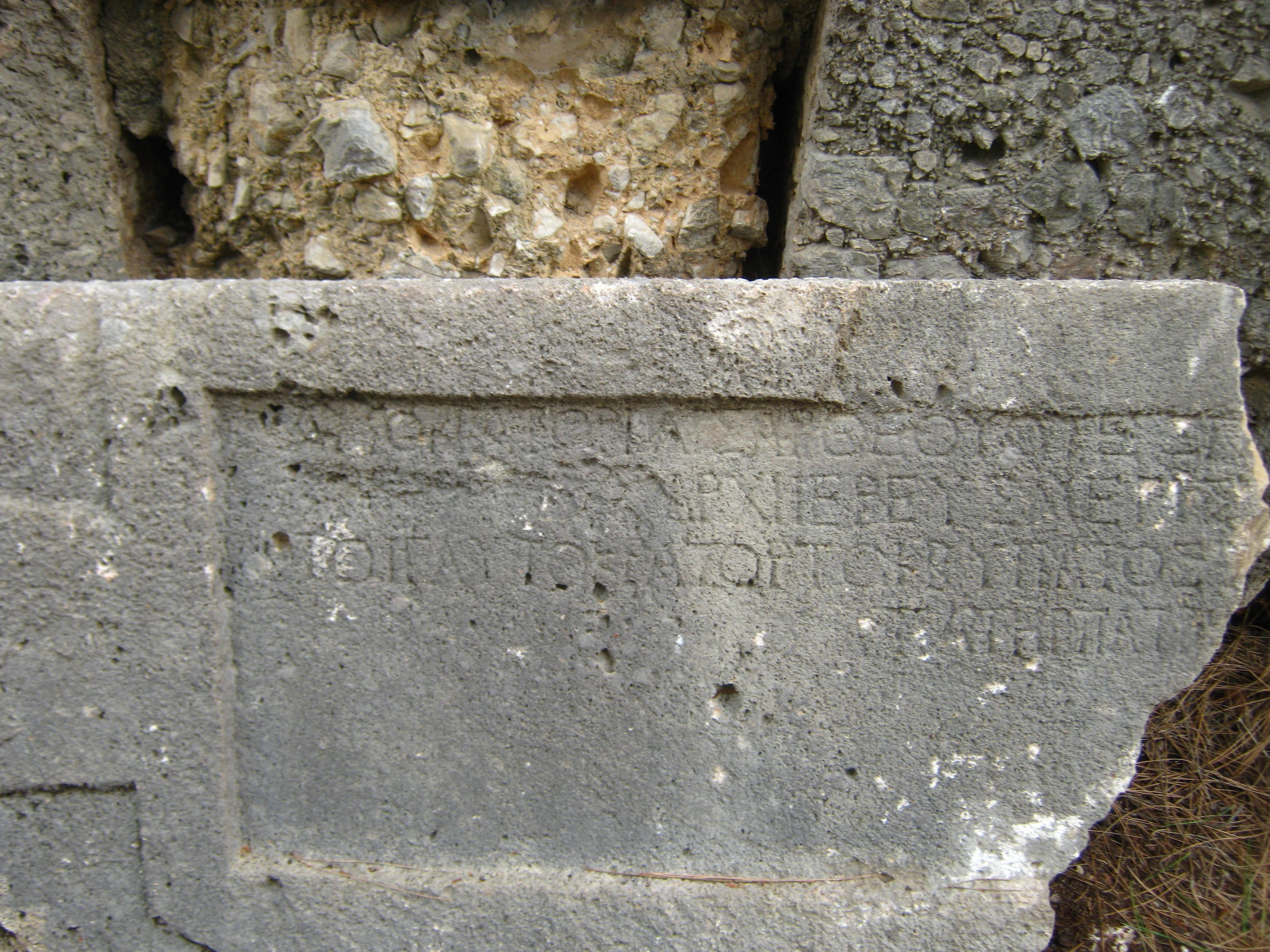
Фрагмент напису на честь імператора Доміціана, який первісно розміщувався над пропілеями «Агори Доміціана»

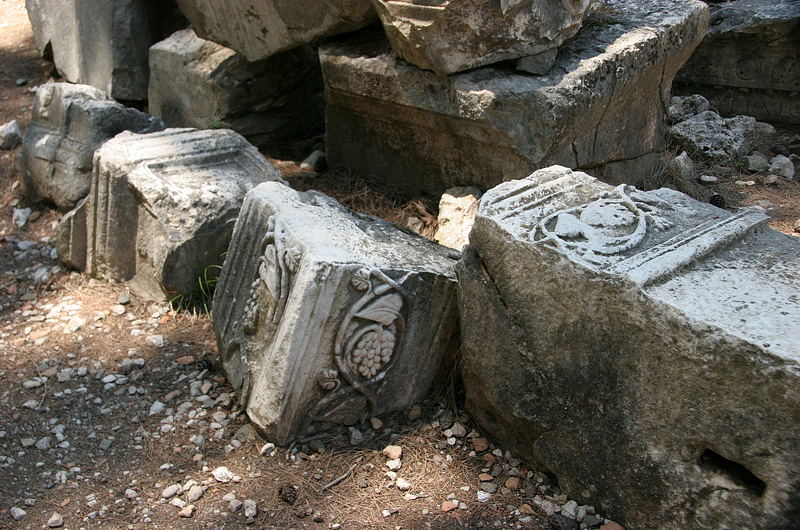
Мармурові фрагменти «Арки Адріана»

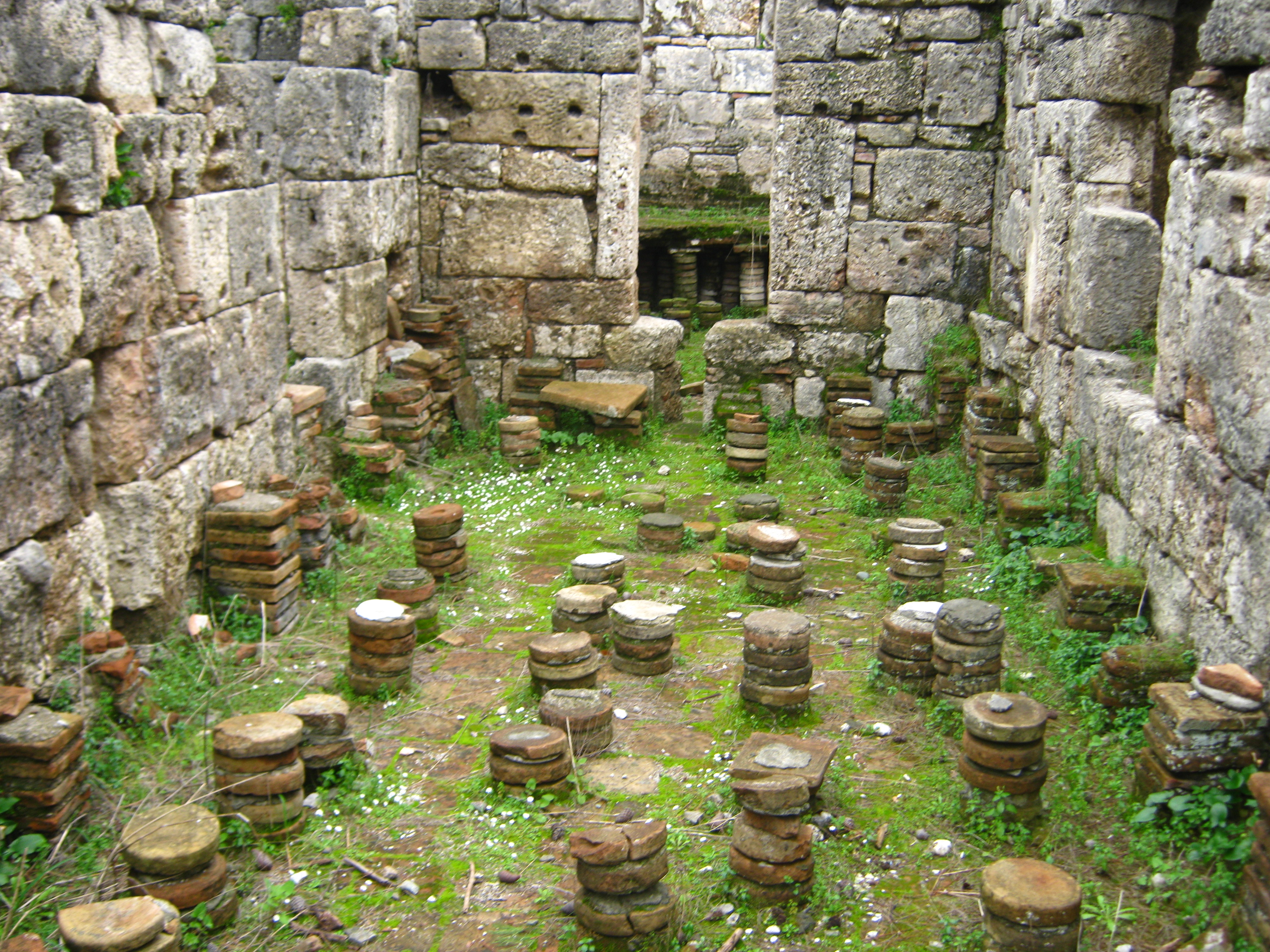
Римський гіпокауст в системі підігріву приміщень «Малої терми»

Протягом І ст. до н. е.- І ст. н. е. проходив процес поступового включення міста до адміністративної системи спочатку Римської республіки а згодом імперії. В 43 році після анексії формально незалежної Лікійської ліги, Фаселіс було включено до складу провінції Лікія, яка після адміністративних рефор Веспасіана була об'єднана з провінціями Памфілія та Пісідія в одну провінцію Лікія-Памфілія з центром в місті Перге. До цього адміністративного утворення місто входило аж до реформ Діоклетіана та Костянтина.
Як і більшість античних міст в складі Римської імперії, Фаселіс залишався напівавтономним полісом з досить широкими самоврядними правами. Місто зберегло певну самостійність у внутрішній політиці, збереглася система виборних магістратів, місцевого оподаткування, тощо. У місті не було римського гарнізону і імовірно, що вплив провінційної адміністрації на життя полісу був мінімальним
Римський період став часом розквіту міста. Саме в цей час міська територія досягла найбільших розмірів. Практично всі існуючи сьогодні пам'ятки міста було зведено саме в римську добу.
В ІІІ-IV ст. Римська імперія переживає глибоку системну кризу, спроби виходу з якої призвели до глобальних змін в економіці, системі управління та культурному житті імперії. Цей період характеризується уніфікацією владної системи та централізацією влади в руках імператорів (домінат), поступовим скороченням значення рабської праці в економіці та розповсюдженням християнства і поступовим його перетворенням на державну релігію.
Економічна і політична криза імперії імовірно позначилася житті міста. В IV ст. припиняють працювати такі важливі громадські споруди як терми та акведук, утримання яких імовірно стали надзвичайно дорогими для громадян міста. Приходять в занепад навіть життєво необхідні для економіки міста портові споруди. Імовірно скоротилося і населення та територія міста.
Внаслідок адміністративних реформ Діоклетіана змінилася і система управління регіоном. Провінція Лікія-Памфілія була ліквідована і замість неї утворено три окремих провінції: Лікія, Памфілія і Пісідія, які входили до складу діоцезії Азія. Внаслідок цих реформ Фаселіс опинився в складі провінції Лікія.
Як і в інших містах Лікії та Памфілії в Фаселісі, починаючи з IV ст. розповсюджується християнство. Точних даних про характер і темпи християнізації міста ми не маємо. Імовірно лише в V ст. завершилася досить тривалий процес релігійної конверсії населення міста. Згадки в актах Халкідонського собору (457 р.) єпископа Фаселісу, свідчать про наявність тут в V ст. досить впливової християнської громади. Серед християнських пам'яток в Фаселісі відомо лише дві відносно невеликих базиліки.
В V-VI ст. Фаселіс переживає останній період свого піднесення. Саме до VI ст. належать сліди численних ремонтів основних громадських споруд і порту. Фактично місто повернулося до того способу життя, яке воно вело в добу розквіту Римської імперії, однак цей період піднесення був нетривалим.
Поразки імперії в Арабо-Візантійських війнах 30-х років VII ст. призвели до втрати практично всіх володінь в Єгипті, Палестині та Сирії. В VII ст. Памфілія стає прикордонною зоною в якій проходять постійні військові конфлікти. Візантія не могла налагодити належну оборону свого узбережжя, тому арабський флот міг вільно пересуватися вздовж всього малоазійського узбережжя погрожуючи навіть Константинополю. Декілька разів джерела фіксують появу арабів біля узбережжя Памфілії та Лікії. Імовірно, що під час цих виправ арабів нападів та руйнувань зазнавав і Фаселіс.

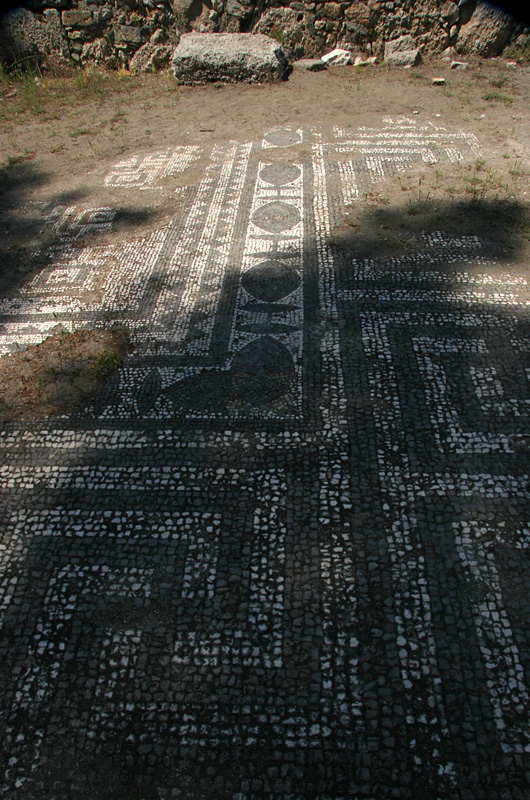
Фрагмент мозаїчної підлоги атріуму «Великої терми»

Намагаючись захиститися від арабів, візантійці здійснили масштабні військові та адміністративні реформи. У тому числі, замість старих адміністративних провінцій було запроваджено військово-адміністративні одиниці, так звані феми. На останньому етапі існування Фаселісу, імовірно наприкінці VII або на початку VIII століття, місто ввійшло до складу морської Ківіреотської феми. Можливо, певний час Фаселіс слугував однією з баз візантійського флоту.
У цей час територія міста різко скорочується і фактично обмежується акрополем, який заново укріплюється і забудовується. У такому зменшеному вигляді місто проіснувало ще приблизно століття-півтора. З Х століття будь-які згадки про місто зникають з історичних документів. Хоча, беручи до уваги зручне географічне розташування та чудовий порт, якесь життя в місті могло продовжуватися аж до його завоювання турками-сельджуками на початку ХІІІ століття.

### Сучасний стан та археологічні дослідження
Сьогодні мальовничі руїни міста знаходяться на території національного парку «Олімпос». Географічна ізольованість та віддаленість міста від інших населених пунктів посприяла тому, що на відміну від багатьох інших лікійських та памфілійських міст, руїни античного Фаселісу збереглися досить добре. В 1980-х роках на території міста працювала німецька археологічна експедиція, в результаті роботи якої вдалося пролити світло на цілу низку питань історії античного міста. Знайдені в ході роботи експедиції артефакти частково передані до археологічного музею Анталії, частково виставленні в невеликому музеї Фаселісу.

## Пам'ятки

### Система міського планування

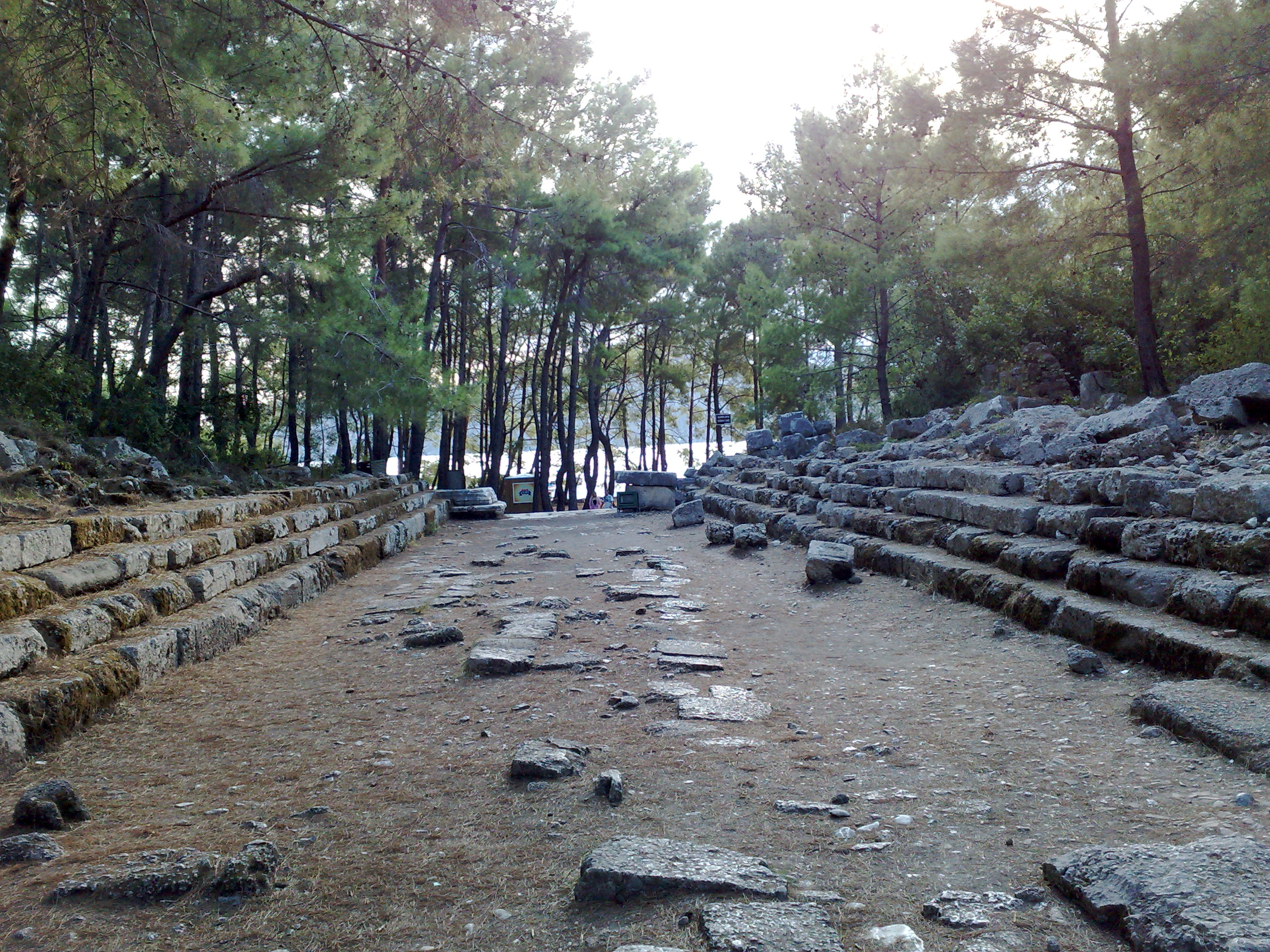
Головна вулиця Фаселісу. Вид в бік «Південної гавані». Наприкінці вулиці видні залишки «Воріт Адріана»

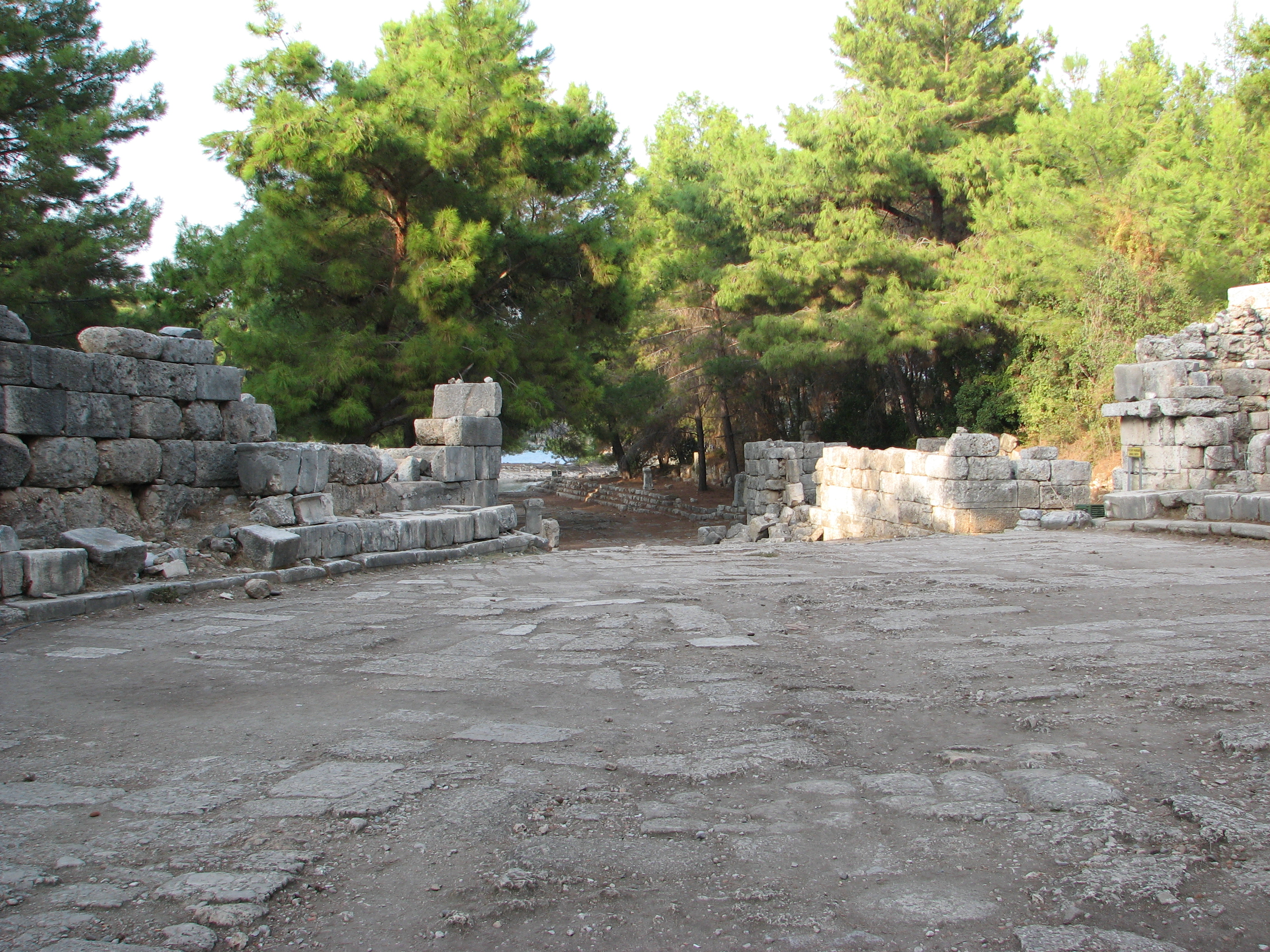
Площа, що розділяє головну вулицю Фаселісу. Вид в бік «Міської гавані»

Система міського планування була тісно пов'язана зі складним рельєфом місцевості, на якій лежало місто. Найдавнішою частиною Фаселісу був, розташований на пагорбі над морем, акрополь. Дещо пізніше межі міста було розширено на низовину, розташовану між пагорбом акрополя, північною та південною бухтами і озером. У більш пізні часи тут був центр міського життя Фаселісу. Саме цією ділянкою проходила головна вулиця міста, тут знаходилися дві терми, всі три міські агори, сюди ж виходив і театр. У цьому районі міста знаходилися і портові споруди, що обслуговували північну і міську гавані.
В класичну та елліністичну добу територія міста була розширена. У цей час заселяється низовина між озером та Західною гаванню (в історіографії використовується запропонована Й. Шафером назва «Weststadt») та плато розташоване на північний схід від міста, яке той самий Шафер назвав «Nordsiedlung» (буквально «Північне селище»). Між «Північною бухтою» та «Nordsiedlung'ом» було розташовано міський некрополь.
Про систему планування міських вулиць щось сказати складно. Враховуючи складність рельєфу можна припустити, що планування було іррегулярним. На сьогодні досліджено лише головний проспект міста, що тягнувся між «Міською» та «Південною» бухтами. Проспект було розділено на дві частини невеликою площею, на яку виходили «квадратна агора», велика і мала терми та театр. Вздовж проспекту розташовувалися численні будівлі лавок та магазинів. Головна вулиця Фаселісу була прикрашена портиками та статуями від яких залишилися численні постаменти.
У південному кінці вулиці, де вона виходила до «Південної бухти» в ІІ ст. було зведено тріумфальну арку. За посвячувальним написом на честь імператора Адріана, який було знайдено під час розкопок, споруда отримала назву «Арки Адріана». Це була відносно невелика однопролітна арка, багато прикрашена різьбленими рельєфами. На сьогодні від неї залишилися лише стилобати двох попарних пілонів. Великий посвячувальний напис на честь Адріана було зроблено грецькою мовою вздовж карниза арки.

### Фортифікаційні споруди
Як і будь-яке інше античне місто Фаселіс мав складну систему оборонних споруд. Однак на відміну від Перге, Сілліону або Сіде, фортифікаційні споруди яких збереглися досить непогано, укріплення Фасселісу на сьогодні практично повністю зруйновані. Система укріплень міста формувалася поступово разом зі змінами міської території та була дуже тісно пов'язана з рельєфом місцевості. Перед інженерами, що зводили стіни Фаселісу, стояла принципово інша задача ніж перед їхніми колегами з Сіде або Перге. Фесалійцям необхідно було лише доповнити та посилити і без того непогано захищене природними укріпленнями місто. Тому Фаселісу не були потрібні настільки потужні фортифікаційні споруди, як розташованому на рівнині, Сіде.
Залишки мурів на сьогодні простежуються лише на декількох ділянках міської території. Стіни різних періодів збереглися вздовж західного схилу пагорба акрополя. Хоча стіни на цьому місці, імовірно існували ще VII ст.. до н. е., однак найдавніші частини збережених залишків споруди датуються лише ІІІ ст.. до н. е. В Елліністичний і Римський періоди стіни акрополя імовірно не застосовувалися і можливо були частково розібрані. В VII-VIII ст., коли територія міста скоротилася до меж колишнього акрополя, було зведено нову стіну з використанням залишків старих елліністичних стін та інших споруд (в тому числі в систему фортифікації було включено скену театру). Стіна повторювала форму схилу та була посилена квадратними в плані вежами.
Інша ділянка стін забезпечувала захист Weststadt'у. Тут збереглися залишки стін вздовж озера та частина ділянки між озером та набережною «Південної бухти». Збережені залишки стін вказують на те, в цій частині укріплення не мали оборонних веж взагалі.
Окрім суходільних збереглися залишки стін, що захищали місто з моря. Залишки подібного роду споруд можна побачити навколо «Міської гавані».

### Громадські споруди

#### Агори

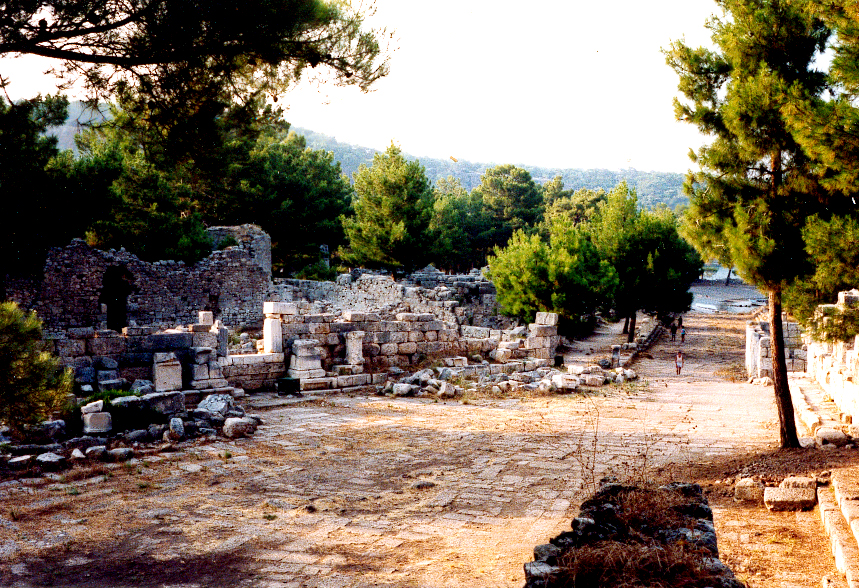
«Квадратна агора», загальний вигляд з боку головної вулиці. На передньому плані видно вхід (пропілеї) та залишки постаментів статуй, якими був прикрашений вхід

У будь-якому античному місті центром міського життя та торгівлі була агора (закрита торговельна площа). В Фаселісі подібного роду споруд відомо три. Вони були зведені в елліністичний та римський періоди і всі розташовувалися вздовж головної вулиці міста. Всі ці споруди були досить подібні. У центрі агори знаходився великий двір оточений портиками, які мали захищати відвідувачів від сонця. У зазначені портики виходили численні магазини та лавки місцевих купців та ремісників. Через великі ворота (пропілеї) така агора сполучалася з міськими вулицями. Агори часто прикрашалися статуями та рельєфами. Всі агори Фаселісу було зведено в І-ІІ ст.. н. е., проте римська будівля принаймні «Квадратної агори» очевидно замінила більш давню елліністичну споруду, яка стояла на цьому місті.

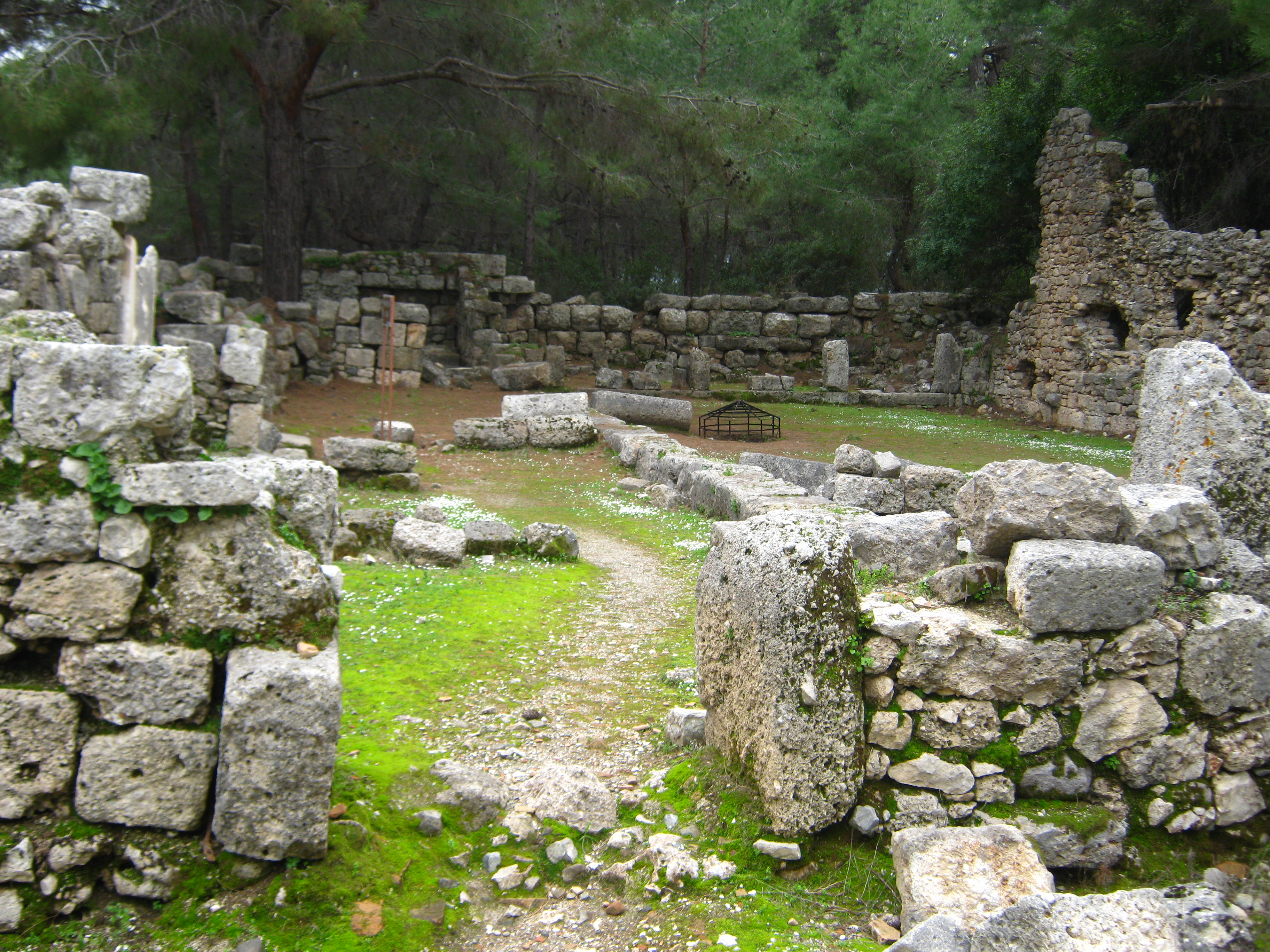
«Квадратна агора», загальний вигляд внутришнього двору

«Квадратна агора» імовірно була найдавнішою з подібного роду споруд Фаселісу. Назва умовна і походить від наближеної до квадрату форми споруди. Агора виходила на невелику площу в середині головної вулиці міста. Зовнішіні стіни агори були зведені з великих і добре оброблених брил вапняку в техніці, що характерна для ранньої римської доби. Найвірогіднішим часом зведення «Квадратної агори» є І ст.. н. е. Будівля використовувалася за її первісним призначенням імовірно до IV ст. На початку V ст. в східній частині агори було зведено християнську базиліку. Решта будівлі очевидно використовувалася як атріумний двір християнського храму.
«Агора Доміціана» була збудована впритул до південної стіни «Квадратної агори» імовірно так само в І ст.. н. е. Назву агора отримала за посвятним грецьким написом на честь імператора Доміціана, що частково зберігся над головною брамою. «Агора Доміціана» була найбільшою з агор міста, мала витягнуту прямокутну форму і була майже в два рази більшою за сусідні «Квадратну» та «Портову» агори. Зовнішні стіни так само як і в сусідніх будівель зроблені з добре тесаного каменю. Частково видно сліди перебудови з застосуванням бутового каменю та битої цегли, що вказують на ремонти V-VI ст..
«Портова агора» розташована дещо південніше «Агори Доміціана» та виходила до набережної «Південної гавані». Агора мала форму неправильного чотирикутника і була за площею майже в два рази меншою за «Доміціанову». Зведена «Портова агора» була імовірно в ІІ ст., однак в ІІІ або в IV ст. була практично повністю зруйнована. Нова будівля агори була побудована імовірно в V або VI століттях на залишках більш давньої споруди. На зазначені перебудови досить чітко вказує характер мурування. Нижні ряди кладки зроблені з якісно оброблених вапнякових блоків, в той час як верхні з бутового каменю та битої цегли, що характерно для будівельної техніки ранньовізантійського періоду.

#### Театр

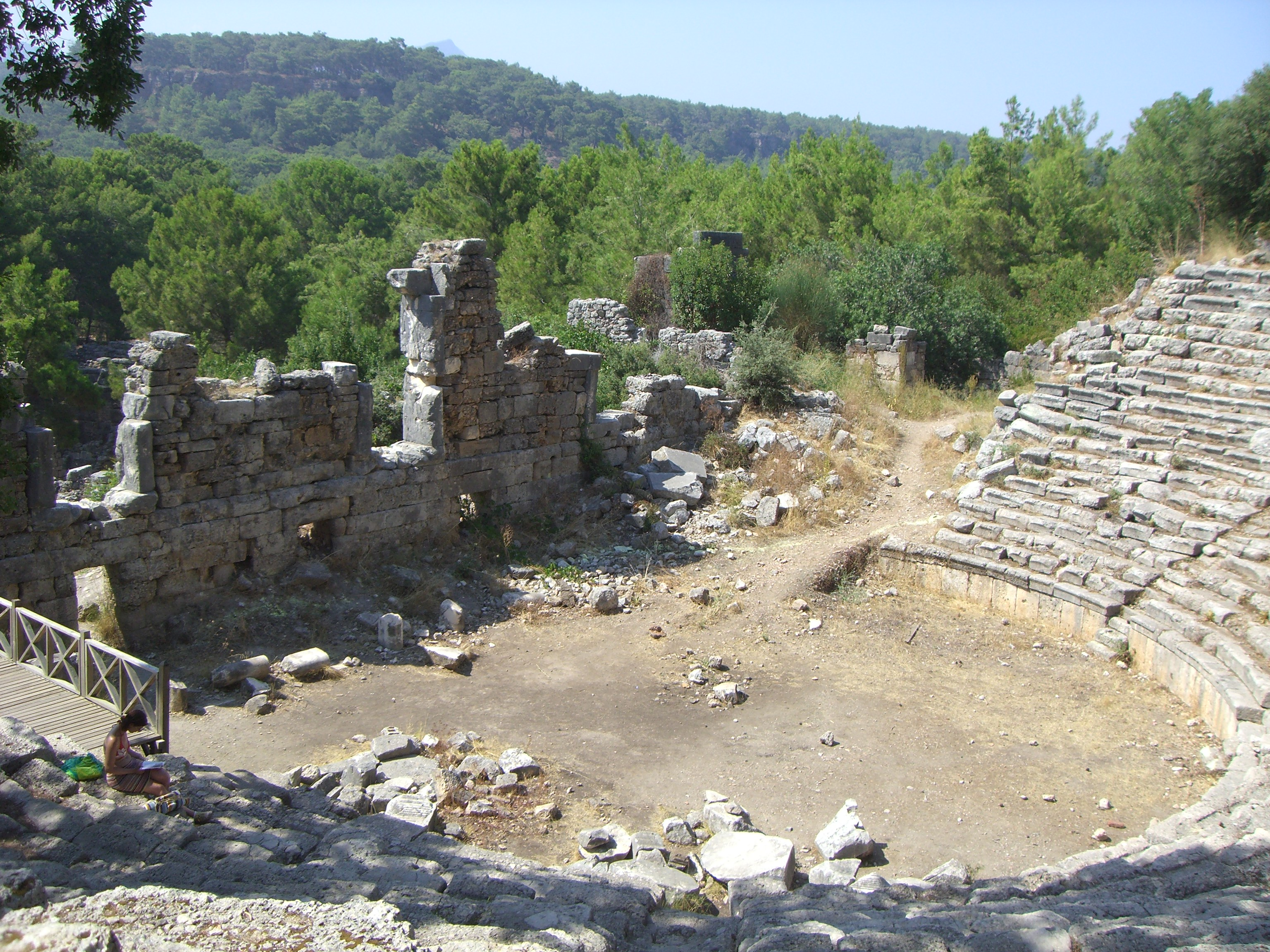
Театр Фаселісу. Вид на орхестру та скену

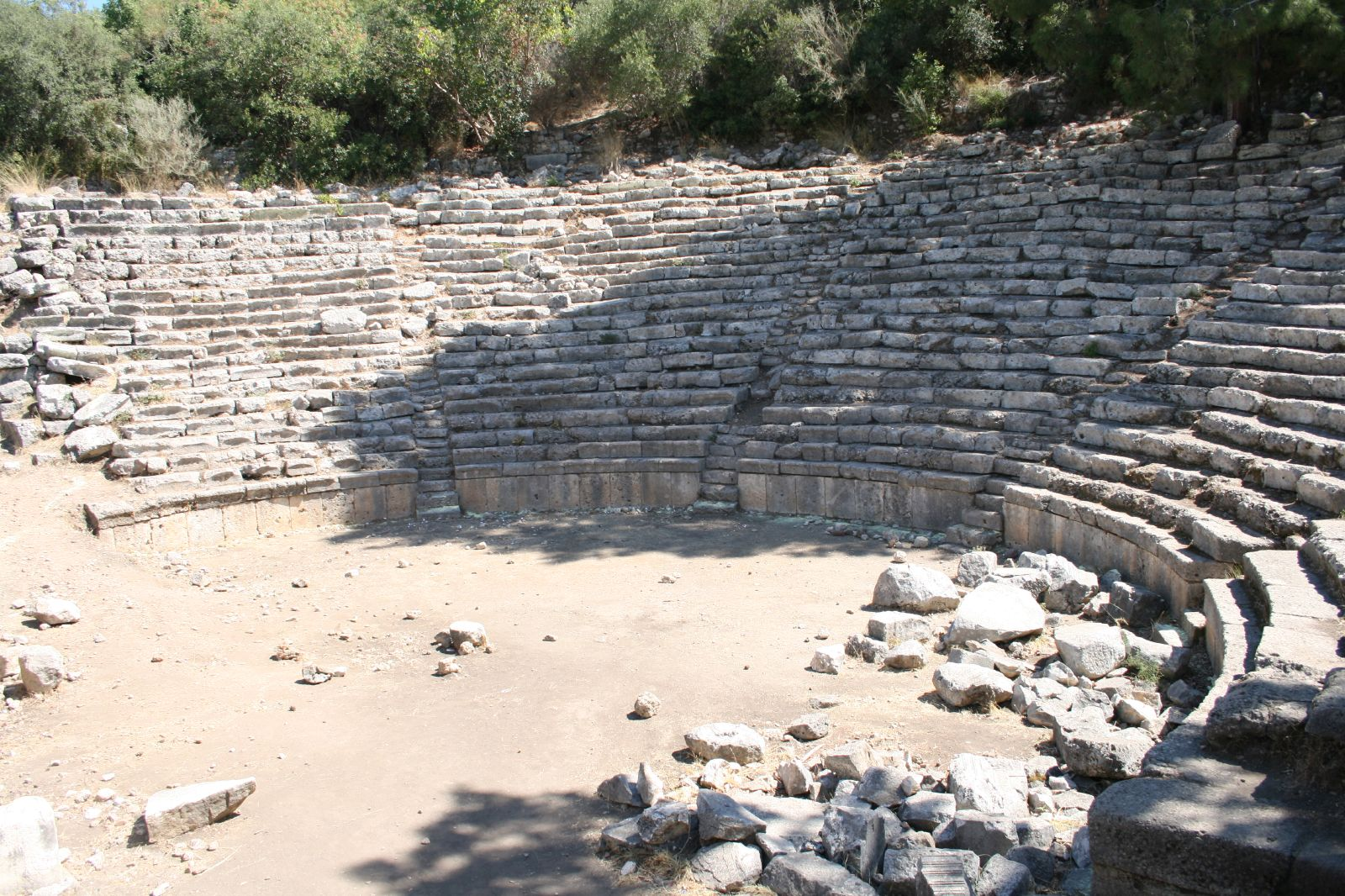
Театр Фаселісу. Вид на театрон

Іншою важливою громадською спорудою міста був театр. Театр Фаселісу розташований на західному схилі пагорбу акрополя над площею в центрі головної вулиці. Театрон (місця для глядачів) будівлі належить до римського типу, що вказує на час зведення театру в І-ІІ ст. н. е. Хоча особливих сумніві, що римська будівля замістила більш давню елліністичну або класичну практично не має.
Театр Фаселісу досить невеликий навряд чи вміщував більше 1,5-2 тис. глядачів.
Театрон зведений з опорою на пагорб як і в більшості грецьких театрів. Театрон нараховував лише 21 ряд глядацьких крісел, які трьома проходами розподілялися на 5 секцій. Над останніми рядами глядацьких мість проходила одна діазома.
Орхестра мала характерну для театрів римського типу напівкруглу форму.
Скена збереглася досить погано, але за видимими на сьогодні залишками можна говорити, що це була досить скромна будівля позбавлена пишної декорації як в великих театрах сусідніх Перге, Аспендосу або Сіде. Проскеній був відсутній.
З двох боків скени знаходилися пароди (входні ворота) через які глядачі входили до театру. Враховуючи той факт, що театр розташовувався приблизно на 10 м вище вулиці до пародів імовірно вели сходи, які на сьогодні не збереглися.
В ранньовізантійський період скена театру була перебудована і включена до складу фортифікаційної системи акрополя.
На сьогодні будівля збереглася досить погано і продовжує руйнуватися через численні дерева та кущі, які подекуди ростуть прямо поміж сидінь театрону.

#### Терми

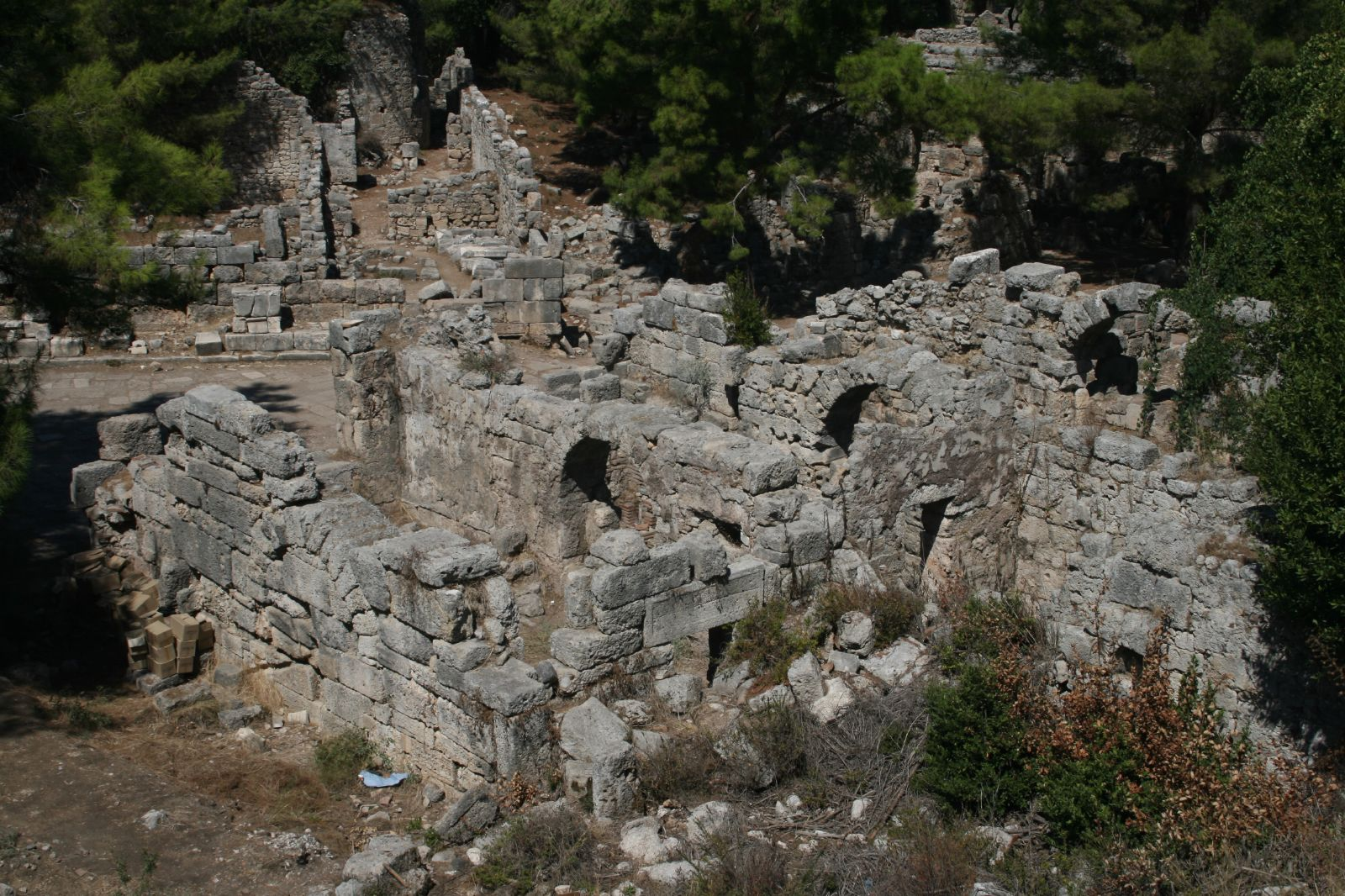
Руїни терм Фаселісу (вид з пагорбу акрополя): на передньому плані «Мала терма» на задньому: «Велика терма»

Символом заможності та процвітання будь-якого римського міста починаючи з І ст. н. е. була наявність власної терми. В Фаселісі на сьогодні відомі дві такі споруди так звані «Велика» та «Мала» терми.

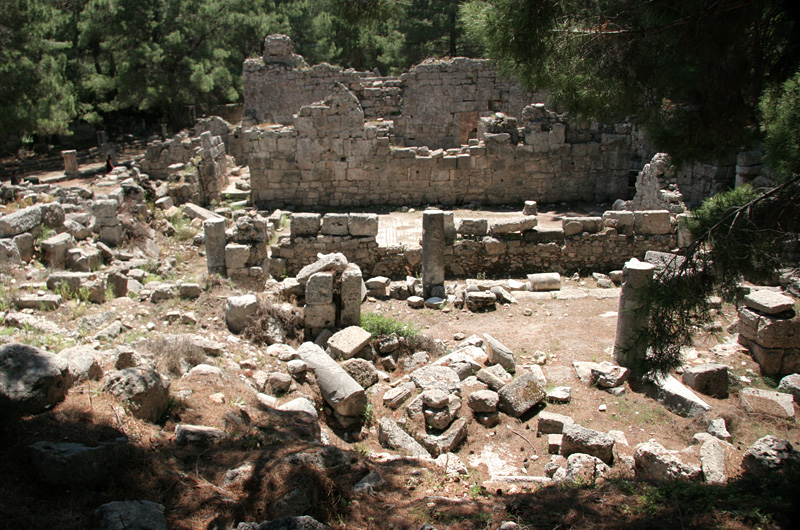
Загальний вид руїни «Великої терми». На передньому плані атріумний двір з мозаїчною підлогою

«Велика терма» розташована на головній вулиці міста практично впритул до північної стіни «Квадратної агори». Оскільки будівля зводилася на території, що вже була досить щільно забудована, ділянка для забудови мала неправильну форму, до того ж головна вісь споруди суттєво відхилена від осі головної вулиці, що спричинило наявність в комплексі будівлі низки приміщень неправильної форми. Основні приміщення терми були витягнуті по лінії Північ-Південь. Перед входом в терму розташовувався атріумний двір з мозаїчною підлогою, оточений портиками. З цього двору можна було потрапити спочатку в велику залу фригідарію (холодне приміщення), а звідти в витягнуті вузьких зали тепідарію (тепле приміщення) і кальдарію (гаряче приміщення). Приміщення терми були перекриті важкими циліндричними склепіннями. Для підігріву підлоги використовувалася система гіпокаусту, яка частково збереглася.
Стіни терми були зведені з добре тесаних прямокутної форми вапнякових блоків. Цегла та необроблене каміння використовувалося тільки при зведення опор гіпокаусту та склепінь. Будівля була зведена імовірно в ІІ ст. н. е.
«Мала терма» була зведена навпроти «Великої» на іншому боці головної вулиці практично під будівлею театру вII ст.. н.е. Терма зовсім маленька, вона складалася з аподітерію (роздягальні) та розташованих одна за одною приміщень фригідарію, тепідарію та кальдарію. Будівля була зведена з добре тесаних вапнякових блоків. Стіни терми збереглися до рівня склепінь.

#### Акведук

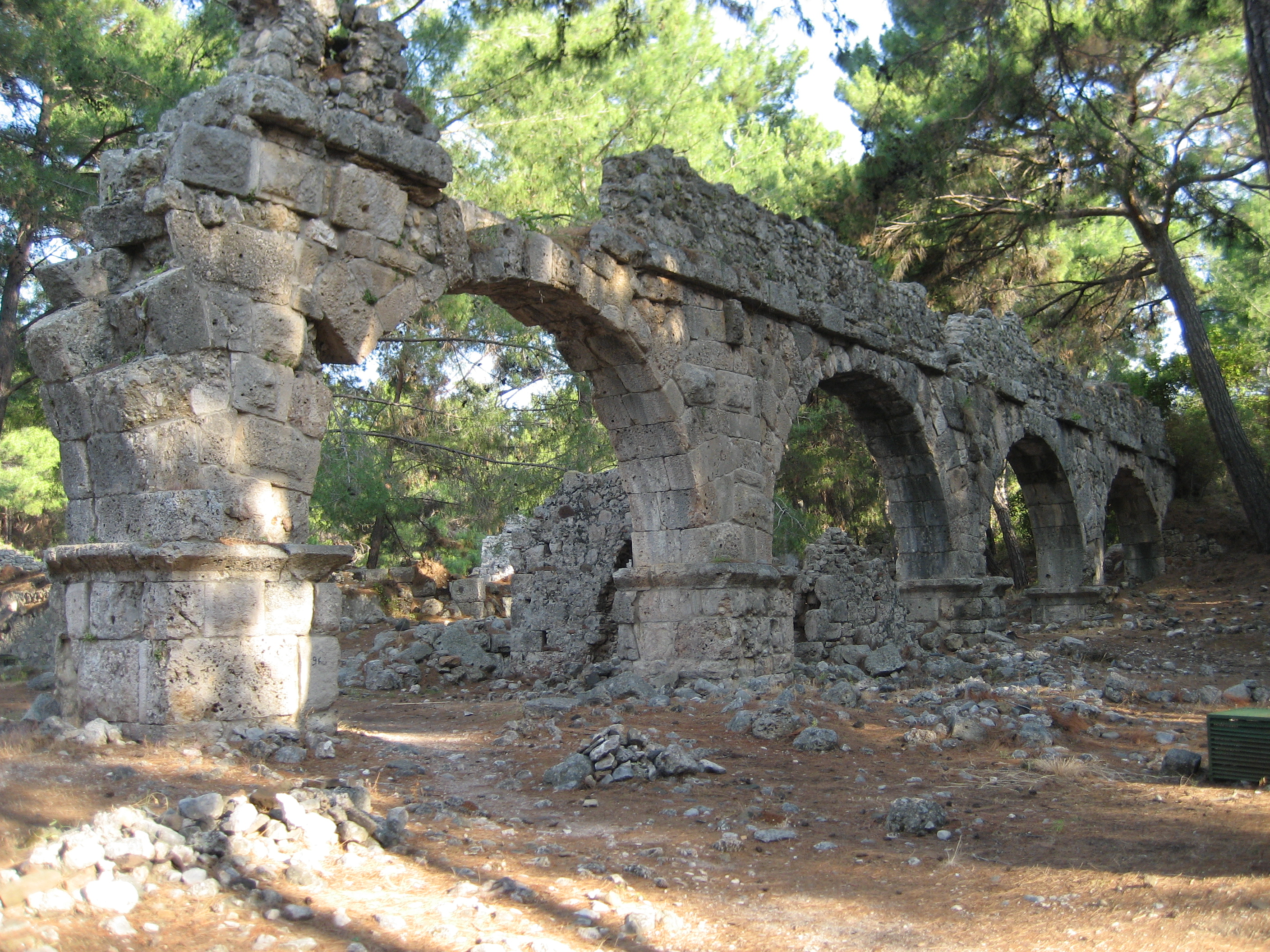
Одноярусна аркада акведука Фаселісу

На відміну від Сіде або Аспендосу Фаселіс був досить непогано забезпечений водою, тому доставляти її в місто потреби не було. Акведук Фаселісу було зведено в ІІ столітті н. е. спеціально для забезпечення водою розташованих в центральній частині міста терм і мав досить обмежене застосування. Саме цим фактом пояснюється досить вузький водповідний канал з обмеженою пропускною здатністю. Акведук починається на сусідньому з містом плато і має загальну протяжність менше ніж півтора кілометри. Більшу частину шляху вода проходила трубами і лише в останній частині маршруту, приблизно 200 метрів, проходила по одноярусній аркаді зведеній з тесаного каменю. Акведук імовірно застосовувався протягом ІІ-VI століть після чого прийшов в занепад.

### Культові пам'ятки
Хоча Фаселіс існував протягом понад як 1000 років і в античну, і в ранньохристиянську добу, тобто часу, коли релігія відігравала важливу роль в житті суспільства, на сьогодні в місті відомо лише декілька релігійних споруд, причому в досить поганому стані.

#### Язичницькі храми

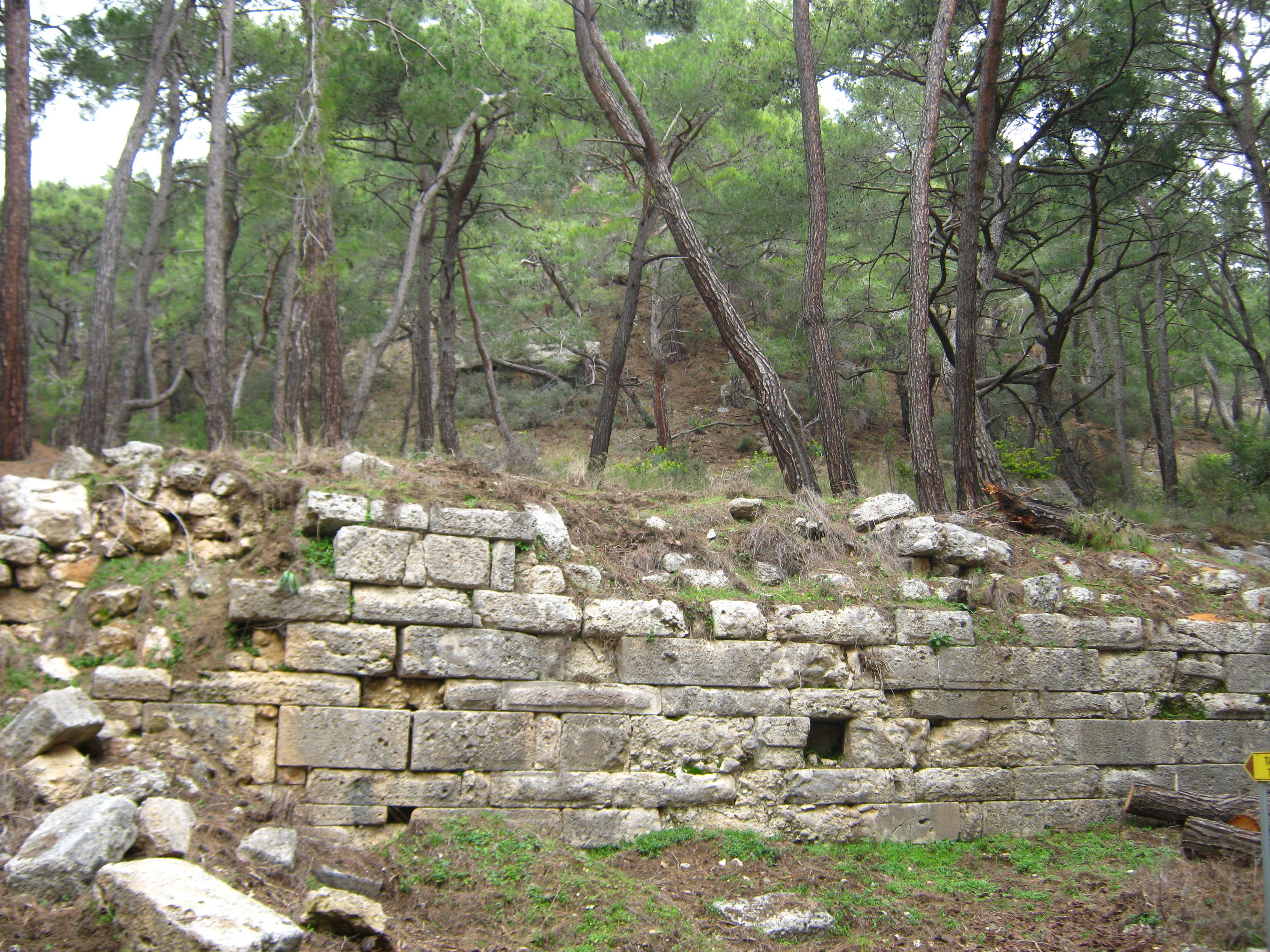
Платформа античного раму в західній частині міста

З писемних джерел нам відомо про існування на території античного міста низки храмів, зокрема, присвячених Афіні та Гермесу. Проте, виявити та атербутувати ці споруди не вдалося. Як руїни античних храмів дослідники розглядають два археологічні комплекси. Один з них в центральній частині міста дещо західніше «Квадратної агори» а інший біля підніжжя плато «Nordsiedlung». Перший храм зберігся погано, крім того, він практично не досліджувався, тому сказати про нього щось складно. Другий храм мав значно більші розміри і зберігся краще. Його атребутація точно не відома, з одного боку, судячи зі значних розмірів це міг бути головний храм міста, присвячений Афіні, з іншого, його розташування на околиці античного міста робить таку атребутацію досить сумнівною. На сьогодні від будівлі вціліла лише велика кам'яна платформа, зведена, судячи з характеру мурування, в елліністичну або вірогідніше римську добу. Храм спеціально не досліджувався, тому сказати щось про його зовнішній вигляд складно.

#### Християнські храми

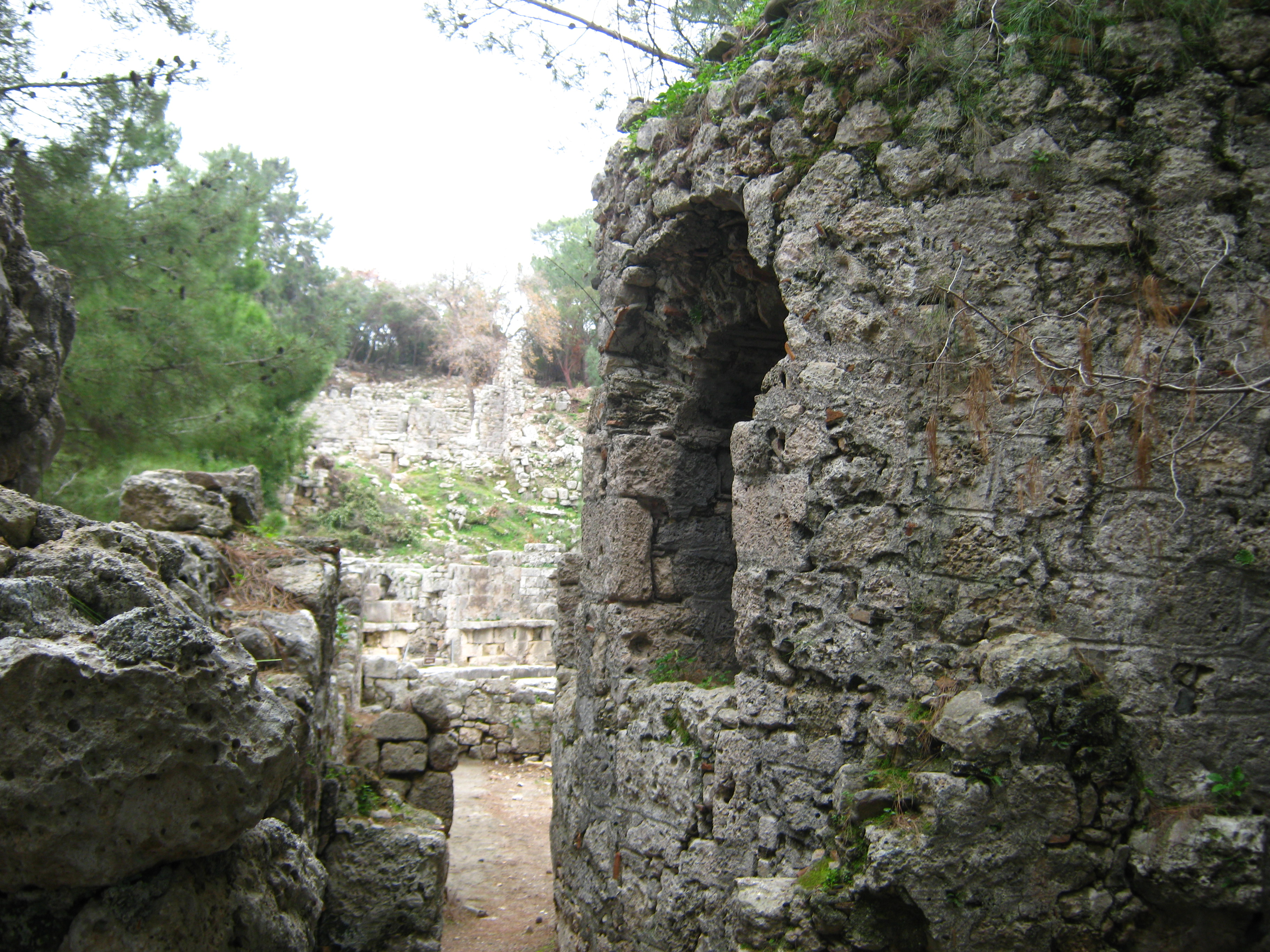
Базиліка в комплексі «Квадратної агори». Вид на абсиду

Про християнські пам'ятки Фаселісу нам відомо так само небагато як і про язичницькі. Як християнські храми атрибутуються лише дві будівлі.
Одна з них це невелика базиліка вбудована в комплекс «Квадратної агори». Храм було зведено в звхідній частині агори, в формі тринавної базиліки, імовірно, без гінікея з необробленого каменю та невеликої кількості плінфи. Споруда мала одну напівкруглу абсиду. Незабудована частина агори мала слугувати атріумним двором храму. Судячи з характеру мурування базиліку було зведено в V-VI століттях.
Другий храм, імовірно, більш пізній, знаходиться в південній частині акрополя. За формою він є укороченою базилікою. Наявність прибудованого з півночі невеликого квадратного приміщення (в таких приміщеннях часто знаходилися сходові вежі) може вказувати на наявність другого ярусу (хор). Храм, імовірно, був центром тієї невеликої громади пізнього Фаселісу, який обіймав лише пагорб акрополя. Час зведення храму точно невідомий, можна припустити, що це VII- VIII ст.

#### Некрополь

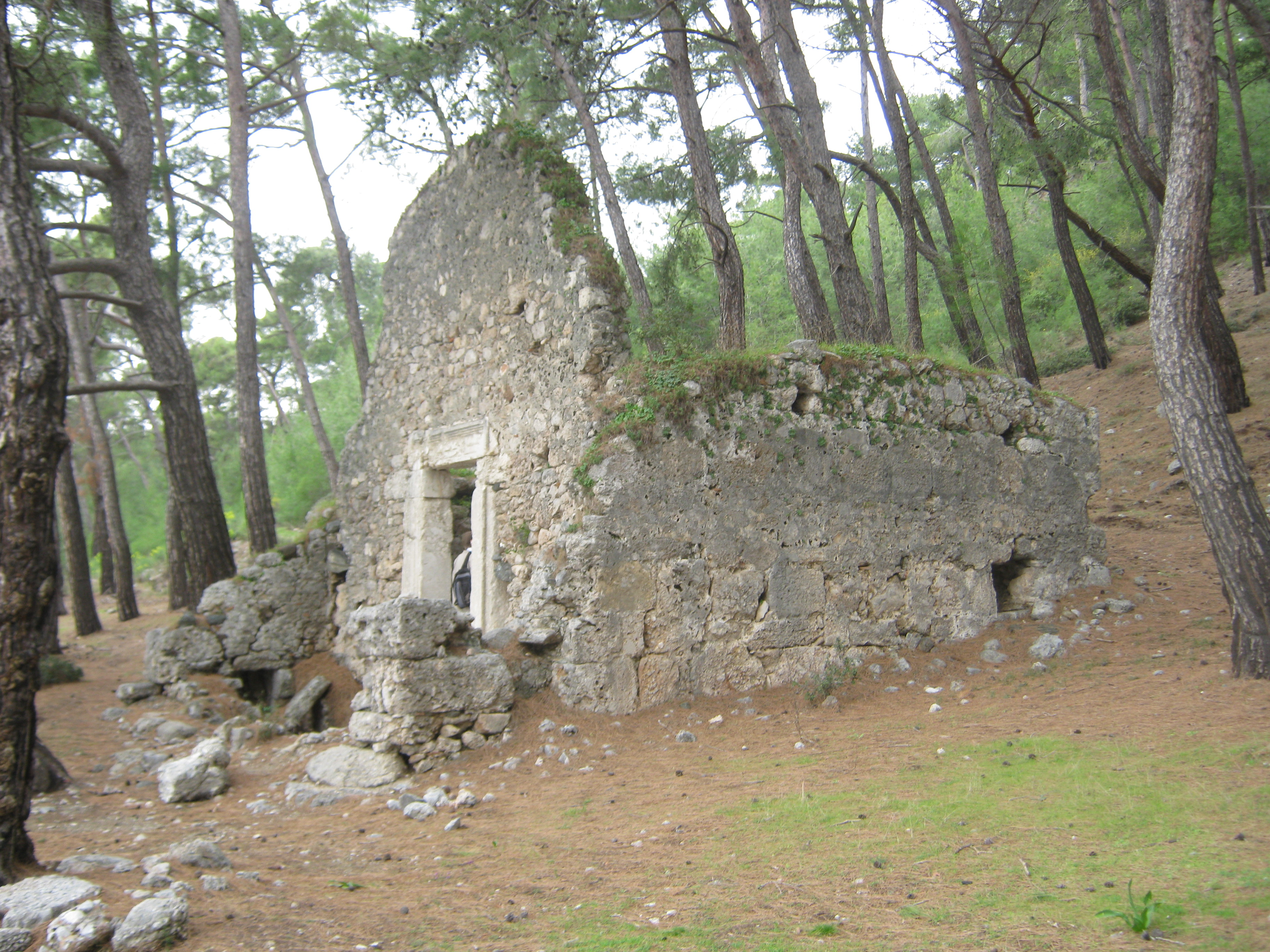
Ранньовізантійський мавзолей, розташований в північній частині некрополя Фаселісу

Некрополь Фаселісу розташувався на Захід від «Північної гавані» між узбережжям та плато, на якому розміщувався «Nordsiedlung». Поховання представлені як окремими саркофагами так і великими закритими гробницями-мавзолеями. Найбільш цікавими є три мавзолеї: один з них в південній частині некрополя практично на лінії міського акведука, і ще два в північній. Південний мавзолей, судячи з техніки мурування, було зведено в римську добу. Це була дво- або три-ярусна споруда, нижній ярус якої виходив прямо до берега. На кожному ярусі розташовувалось одне приміщення.
Два мавзолеї, розташовані в північній частині некрополя, мали подібну структуру. Це були одноповерхові споруди, які в середині складалися з одного прямокутного приміщення, до якого приєднувався зовнішній відкритий портик. Мавзолеї були перекриті дерев'яним кроквяним дахом. Стіни зведені з необробленого каменю, битої плінфи та великих вапнякових блоків, вторинного використання (сполій). Зазначені характеристики вказують на зведення мавзолеїв в ранньовізантійські часи (VI- VIII ст.).